# آيت سيدي داود
سيدي داود هي بلدة في إقليم الحوز، مراكش تانسيفت الحوز، المملكة المغربية. وفقا لتعداد عام 2004 ، يبلغ عدد سكانها 19.286.